# Frida Kröger Nygren
Frida Kröger Nygren, född 1975, är en idrottare från Holmsund, Umeå kommun. Hon började som simmare i Holmsundsklubben Sandviks IK (utanför Umeå), men det är i Modern femkamp som hennes största framgångar har kommit. Hon har tagit flera guld- och silvermedaljer vid junior-SM, junior-NM och senior-SM. Hon har också vunnit fem brons vid SM åren 1993–2000. Den största meriten kom 1999 då hon blev hon svensk mästare. Klubben som hon tävlade för i Modern femkamp var också Sandviks IK. 1995 vann hon även Nordiska mästerskapen för seniorer. Hon har dessutom tävlat i fäktning för Umeå Fäktklubb och har även där flera framstående placeringar.